# Tetrafluorometano
El tetrafluorometano, también conocido como tetrafluoruro de carbono o R-14, es el perfluorocarbono (CF4) más simple. Como indica su nombre IUPAC, el tetrafluorometano es la forma equivalente del metano (hidrocarburo) en los fluoro carburos. También se puede clasificar como haloalcano o halometano. El tetrafluorometano es usado como refrigerante, pero es un potente gas de efecto invernadero. Tiene un vínculo muy alto debido a la naturaleza del enlace carbono-flúor.

## Enlaces
Debido a que el tetraflurometano posee cuatro enlaces carbono-flúor, y a la alta electronegatividad del flúor, el carbono del tetrafluorometano tiene una carga parcial positiva significativa que fortalece y acorta enlaces carbono-flúor al proporcionar un carácter iónico adicional. Los enlaces carbono-flúor son los enlaces sencillos más fuertes en química orgánica. Además, se fortalecen a medida que se agregan más enlaces carbono-flúor al mismo átomo de carbono. En los compuestos organofluorados de un carbono como el fluorometano, difluorometano, trifluorometano y tetrafluorometano, los enlaces carbono-flúor son más fuertes en el tetrafluorometano. Este efecto se debe al aumento de la atracción descrita por Coulomb entre los átomos de flúor y el carbono, ya que el carbono tiene una carga parcial positiva de 0.76

## Preparación
El tetrafluorometano se forma cuando cualquier compuesto de carbono, incluido carbono atómico, es quemado en una atmósfera rica en flúor. Si se quema un hidrocarburo, el fluoruro de hidrógeno se forma como un coproducto. Este proceso se reportó por primera vez en 1926. También se puede sintetizar mediante la fluoración de dióxido de carbono, monóxido de carbono o fosgeno, con tetrafluoruro de azufre. Comercialmente se fabrica mediante la reacción de fluoruro de hidrógeno con diclorodifluorometano o clorotrifluorometano; también se produce durante la electrólisis de fluoruros metálicos MF, MF2 utilizando un electrodo de carbono.
Aunque se puede fabricar a partir de una gran variedad de precursores y flúor, el flúor es un elemento costoso y difícil de manipular. En consecuencia,CF4 se prepara a escala industrial a partir de fluoruro de hidrógeno
CCl2F2 + 2 HF → CF4 + 2 HCl

### Síntesis en laboratorio
El tetrafluorometano se puede sintetizar en el laboratorio mediante una reacción de carburo de silicio y flúor.
SiC + 4 F2 → CF4 + SiF4

## Reacciones
El tetrafluorometano, como otros fluoro carburos, es muy estable debido a la fuerza de sus enlaces carbono-flúor. Los enlaces del tetrafluorometano tienen una energía de enlace de 515 kJ⋅mol − 1. Como resultado, no reacciona con ácidos ni hidróxidos. Sin embargo, reacciona explosivamente con metales alcalinos. La descomposición térmica o la combustión de CF4 produce gases tóxicos (fluoruro de carbonilo y monóxido de carbono) y en presencia de agua también produce fluoruro de hidrógeno.
Es muy poco soluble en agua (aproximadamente 20 mg⋅L− 1), pero miscible en solventes orgánicos.

## Usos
El tetrafluorometano a veces se usa como refrigerante (R-14). Se utiliza en la microfabricación de electrónicos  solo o en combinación con oxígeno como grabador de plasma para silicio, dióxido de silicio y nitruro de silicio. También tiene usos en detectores de neutrones.

## Efectos medioambientales

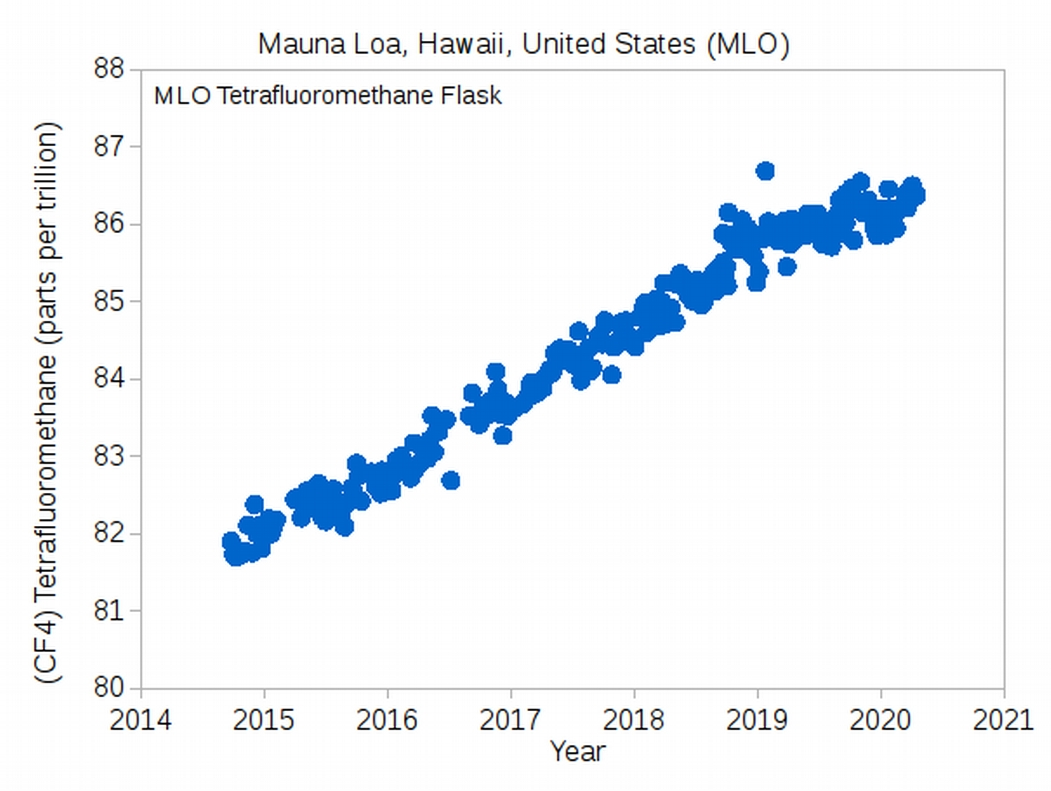
Serie temporal de tetrafluorometano (CF_{4}) de Mauna Loa.

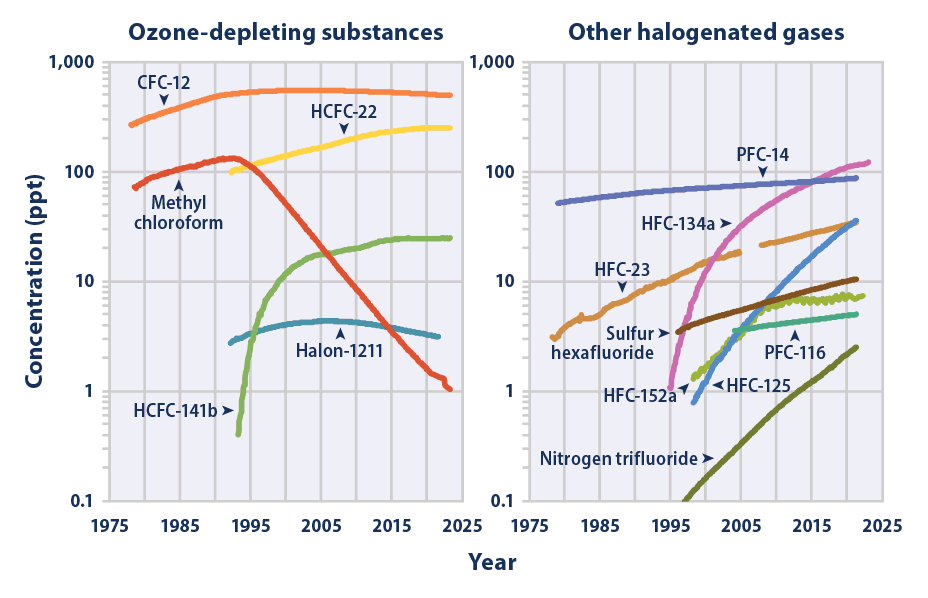
Concentración atmosférica de CF_{4} (PFC-14) comparado a otros gases antropogénicos (gráfico de la derecha). La escala es logarítmica.

El tetrafluorometano es un potente gas de efecto invernadero que contribuye al cambio climático. Es muy estable, tiene una vida atmosférica de 50,000 años y un tiene un índice de GWP de 6500 (que se da para los primeros 100 años del mismo, el CO2 tiene un índice de 1 ).
El tetrafluorometano es el perfluorocarbono más abundante en la atmósfera, donde se denomina PFC-14. Su concentración atmosférica está en aumento.  A partir de 2019, los gases artificiales CFC-11 y CFC-12 continúan contribuyendo a un forzamiento radiativo más fuerte que el PFC-14.
Aunque estructuralmente es similar a los clorofluorocarbonos (CFC), el tetrafluorometano no daña la capa de ozono. Esto se debe a que el daño es causado por los átomos de cloro en los CFC, que se disocian cuando son golpeados por la radiación ultravioleta. Los enlaces carbono-flúor son más fuertes y menos propensos a disociarse. Según el Libro Guinness de los récords, el tetrafluorometano es el gas de efecto invernadero con la vida atmosférica más larga.
Las principales emisiones industriales de tetrafluorometano, además del hexafluoroetano , se produce en el proceso de fabricación del aluminio mediante el proceso Hall-Héroult. El CF4 también se produce en la descomposición de compuestos como los halocarbonos.

## Riesgos de salud
Debido a su densidad, el tetrafluorometano puede desplazar al aire, lo cual representa un riesgo de asfixia en zonas con poca ventilación.